# Hayon
Ne doit pas être confondu avec Hayon élévateur.

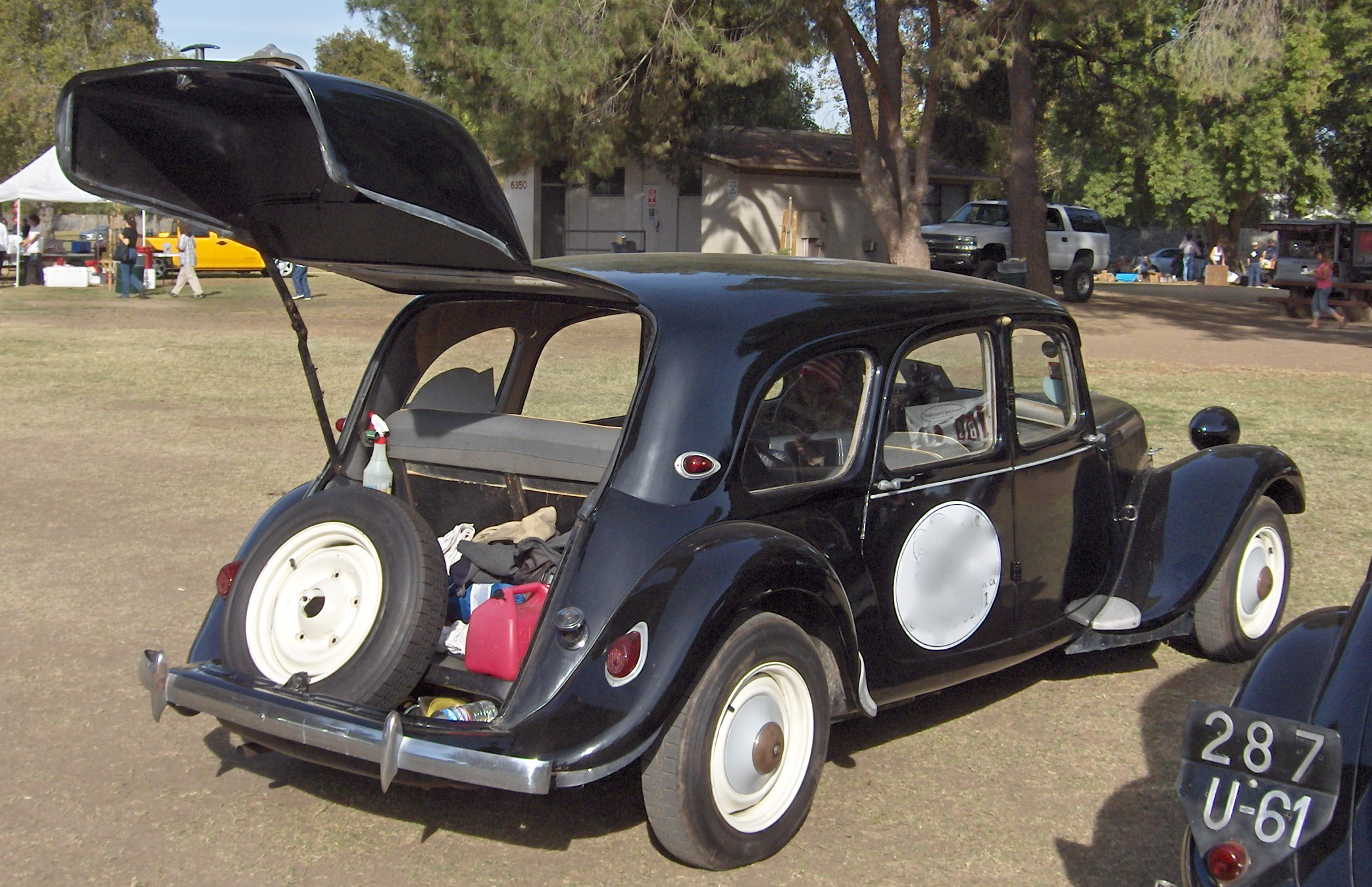
Citroën Traction Avant commerciale de 1952 avec son hayon ouvert.

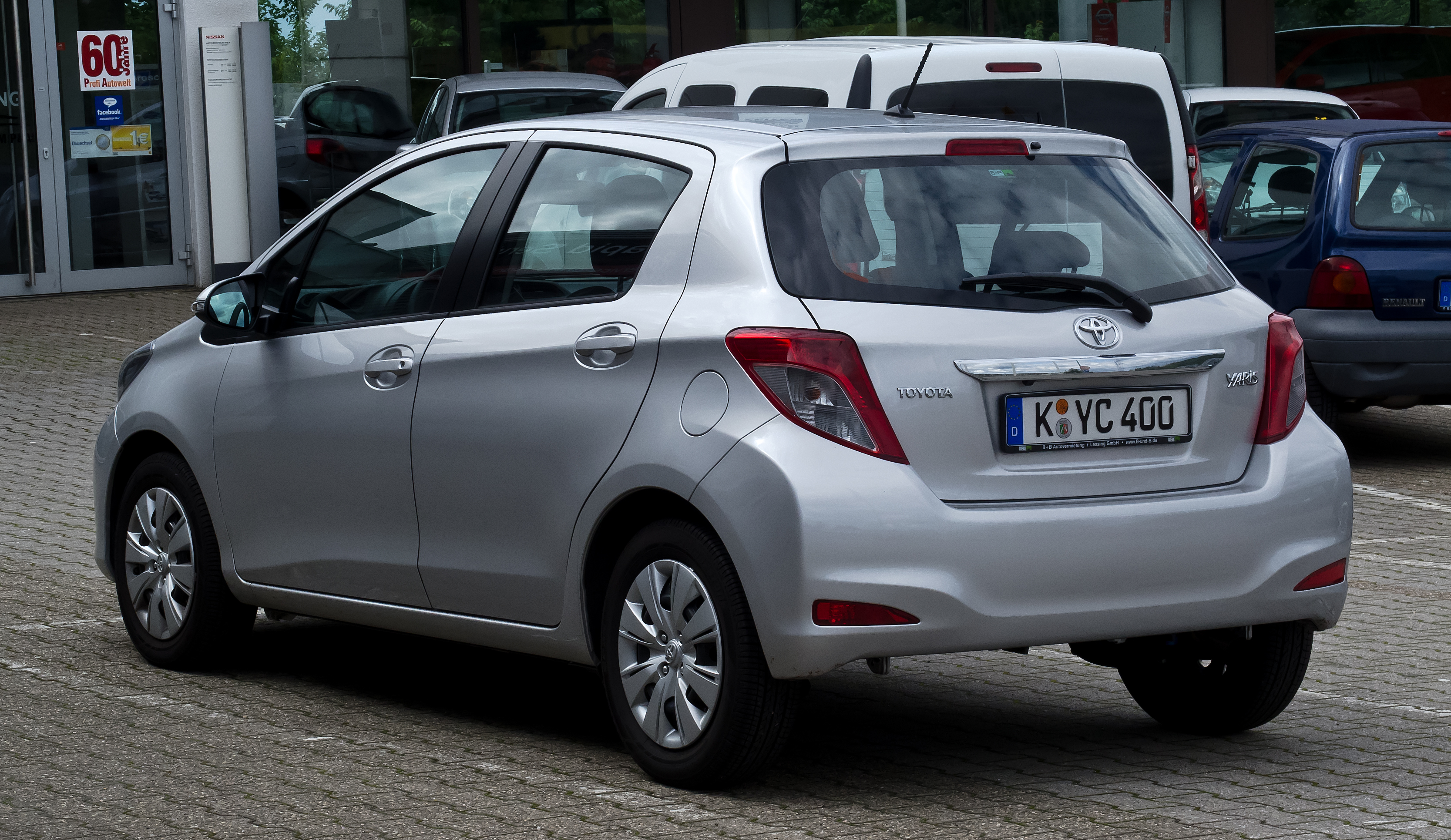
Une Toyota Yaris III avec hayon.

Le hayon (prononciations : ['ɛjɔ̃] et ['ajɔ̃]), sur une automobile, est l'ensemble constitué de la lunette arrière et de la porte de coffre, le tout s'ouvrant ensemble. Par extension on parle de voiture à hayon ou hatchback. Apparu dans les années 1950 chez Kaiser et les années 1960 sur les berlines familiales (Renault 4, Renault 16, Simca 1100…) et très populaire en France, ce type de carrosserie bicorps s'oppose aux berlines tricorps (trois volumes) à lunette arrière fixe.
Il est généralement équipé d'un essuie-glace et d'un système de dégivrage.
Selon les régions du monde, le hayon est différemment apprécié. Les constructeurs ne le proposent donc pas sur tous les marchés.

## Histoire

### Premiers exemples
En 1938, Citroën présente, pour sa Citroën Traction Avant, une version baptisée « commerciale » avec un hayon en deux parties dont la porte supérieure s'ouvre vers le haut, avec une charnière située assez haut dans le toit, et l'autre vers le bas. Arrêtée, en même temps que toutes les versions longues, dès le début de la guerre, elle est réintroduite dans la gamme début 1953 sous une nouvelle forme avec un hayon en une seule pièce, articulé par le haut.
En 1946, DeSoto commercialise la Suburban comme un station wagon (break). C'est en fait une berline quatre-portes allongée avec une porte de coffre ordinaire, articulée en dessous de la lunette arrière. Sa particularité est l'absence de séparation entre le coffre et l'habitacle et ses sièges arrière rabattables qui permettent d'agrandir la zone de chargement.
En 1949, Kaiser-Frazer présente les berlines Vagabond et Traveler. Bien qu'elles soient conçues comme les berlines typiques des années 1940, elles offrent un hayon arrière en deux parties (une partie s'ouvre vers le haut, l'autre vers le bas) ; le compartiment de coffre n'est pas séparé et la banquette arrière est rabattable. Le siège arrière rabattable permet de créer un grand volume de chargement de 2,4 mètres de profondeur. Ces modèles Kaiser-Frazer sont considérés aujourd'hui comme les premiers hatchbacks américains.
En 1953, Aston Martin commercialise la DB2/4 avec un hayon articulé par le haut (700 exemplaires). Le modèle suivant, la DB Mark III, propose en plus un siège arrière rabattable. L'AC Aceca de 1954 et plus tard l'Aceca-Bristol d'AC Cars avaient un hayon similaire (320 exemplaires construits).
En 1959, la British Motor Corporation lance une version « Countryman » de la petite Austin A40 Farina, elle dispose d'un hayon en deux parties sur un plan plus vertical par rapport à la version berline standard. Celle-ci est très proche du concept actuel des véhicules avec hayon : une petite voiture avec une grande ouverture arrière offrant des fonctions polyvalentes de l'espace passager avec un chargement facile du fret, même si un coffre à double-porte n'est pas un véritable hayon.

### Développement en Europe

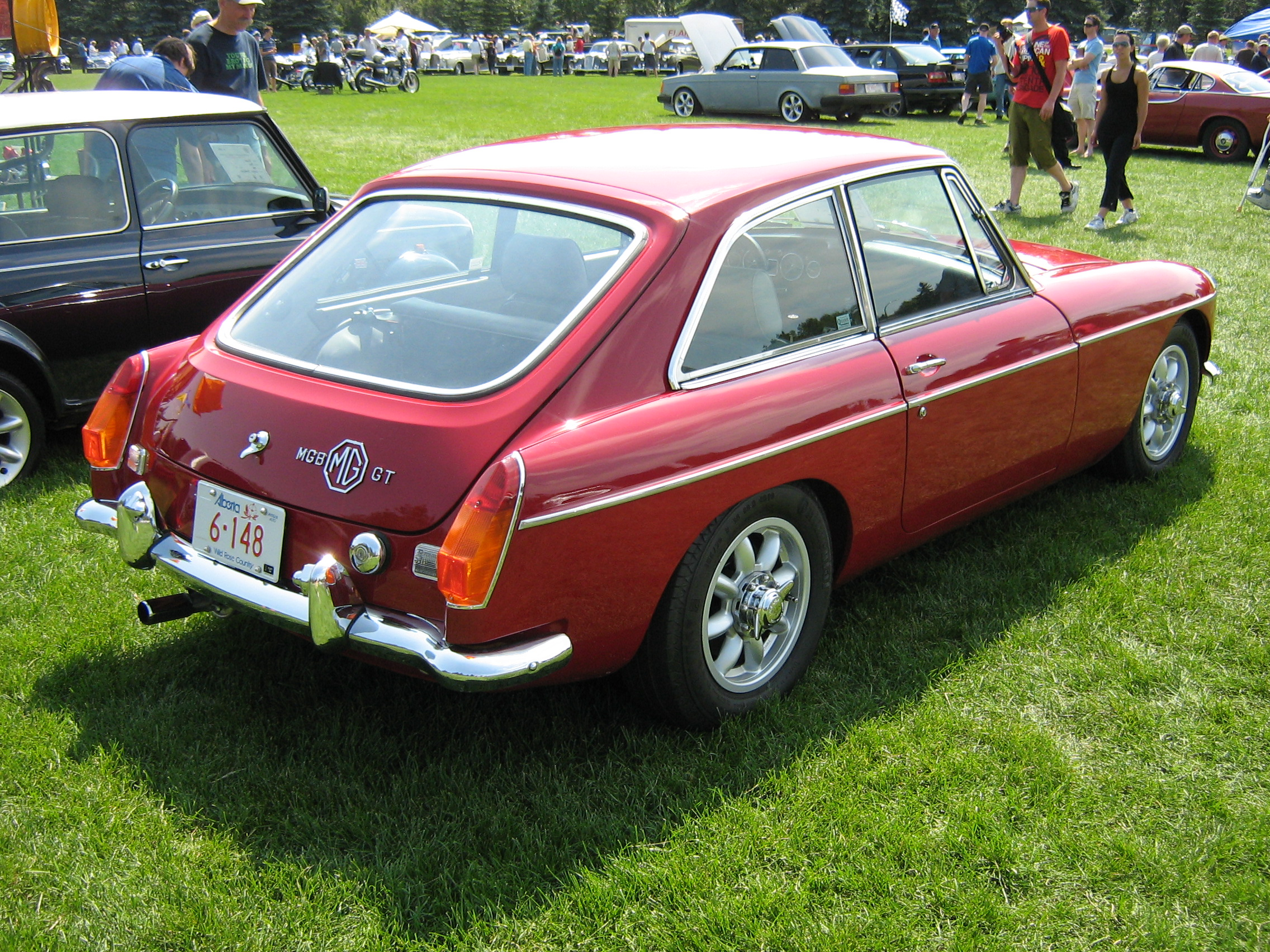
Une MGB GT

En 1961, Renault présente la Renault 4, une petite voiture avec un hayon à articulation supérieure intégrant la lunette arrière. Avec plus de huit millions de voitures vendues, c'est la première voiture à hayon de grande série.
En 1964, Autobianchi commercialise la Primula avec un hayon, qui sera remplacé par l'Autobianchi A112 en 1969. En Pologne, un prototype à trois portes est développé par FSO Syrena sous le nom de Syrena 110, mais sans suites.
En 1965, Renault commercialise la Renault 16, une berline de milieu de gamme, avec un hayon et une banquette arrière rabattable. Conçue pour concurrencer les berlines familiales traditionnelles européennes, elle sera fabriquée jusqu'en 1979. Toujours en 1965, la version couverte de la MG MGB est lancée ; appelée GT, elle est dessinée par Pininfarina avec un hayon.
En 1966, Peugeot propose une version coupé trois-portes de sa 204 avec un hayon. La même année, Innocenti, qui construit l'Austin A40 sous licence en Italie, présente l'A40 Combinata avec son hayon en une seule pièce (au lieu de deux) articulé par le haut.
En 1967, sont présentées la Simca 1100 puis la Citroën Dyane.
En 1969, British Leyland lance l'Austin Maxi, similaire en taille à la Renault 16.

## Caractéristiques
La particularité d'une voiture à hayon est une porte arrière qui s'ouvre vers le haut et est articulée au niveau du toit (contrairement au couvercle de coffre d'une berline « sedan » , qui est articulé sous la lunette arrière). La plupart des voitures à hayon utilisent un style de carrosserie bicorps, où l'espace de chargement (coffre) et les espaces passagers forment un seul volume.
Les sièges arrière peuvent souvent être rabattus pour augmenter l'espace de chargement disponible. Les berlines peuvent avoir une tablette rigide amovible pour colis, ou un couvre-caisse enroulable flexible pour couvrir l'espace de chargement derrière les sièges arrière.

### Terminologie 3 portes et 5 portes
Lorsqu'on décrit le style de carrosserie, le hayon est souvent considéré comme une porte, c'est pourquoi une voiture à hayon avec deux portes passagers est appelée une voiture à trois portes et une voiture à hayon avec quatre portes passagers est appelée une voiture à cinq portes,.

### Breaks vs liftbacks vs notchbacks
Les breaks (Estates en anglais) et les liftbacks (en) ont en commun une configuration de conception à deux caissons (bicorps), un volume intérieur partagé pour les passagers et le fret et une porte arrière (souvent appelée hayon dans le cas d'un break/wagon) qui est articulé au niveau du toit, semblable aux voitures à hayon.
Les voitures liftback sont similaires aux voitures à hayon d'un point de vue fonctionnel en ayant un hayon articulé depuis le toit, mais diffèrent des voitures à hayon d'un point de vue stylistique en ayant une ligne de toit plus inclinée. Le terme « fastback » peut parfois également être utilisé par les constructeurs pour commercialiser des voitures liftback. Un fastback est un terme automobile général utilisé pour décrire le style de l'arrière d'une voiture en ayant une seule pente du toit au pare-chocs arrière.